# De ce eu?
De ce eu? sau Cristian este un film românesc din anul 2015 regizat de Tudor Giurgiu. Rolurile principale sunt interpretate de actorii Emilian Oprea, Andreea Vasile și Mihai Constantin.

## Despre film
De ce eu? este un film de ficțiune inspirat de Cazul Panait. Între 10-13 noiembrie 2014 filmul (deși neterminat atunci) a avut parte de patru proiecții speciale în București, Iași, Timișoara și Cluj.

## Distribuție
- Emilian Oprea - rolul Cristian Panduru
- Andreea Vasile - rolul Dora
- Dan Condurache - rolul Procuror Iustin Petruț
- Mihai Constantin - rolul Procurorului Codrea
- Virgil Ogășanu - rolul Procurorul general al României, Iovitu
- Olga Delia Mateescu - rolul Ministrului justitiei, Liliana Boariu
- Liviu Pintileasa - rolul Ionuț
- Attila Gáspárik - rolul Avocatul Kereszi
- Robert Turcescu - rolul său însuși
- Sore Mihalache - Alina